# Municipio de Linden (Misuri)
El municipio de Linden (en inglés: Linden Township) es un municipio ubicado en el condado de Christian en el estado estadounidense de Misuri. En el año 2010 tenía una población de 1912 habitantes y una densidad poblacional de 33,36 personas por km².

## Geografía
El municipio de Linden se encuentra ubicado en las coordenadas 37°3′27″N 93°6′10″O / 37.05750, -93.10278. Según la Oficina del Censo de los Estados Unidos, el municipio tiene una superficie total de 57.31 km², de la cual 56,95 km² corresponden a tierra firme y (0,62 %) 0,36 km² es agua.

## Demografía
Según el censo de 2010, había 1912 personas residiendo en el municipio de Linden. La densidad de población era de 33,36 hab./km². De los 1912 habitantes, el municipio de Linden estaba compuesto por el 96,44 % blancos, el 0,1 % eran afroamericanos, el 0,47 % eran amerindios, el 0,47 % eran asiáticos, el 0,05 % eran de otras razas y el 2,46 % eran de una mezcla de razas. Del total de la población el 1,26 % eran hispanos o latinos de cualquier raza.